# Šarí‘atská soudní škola

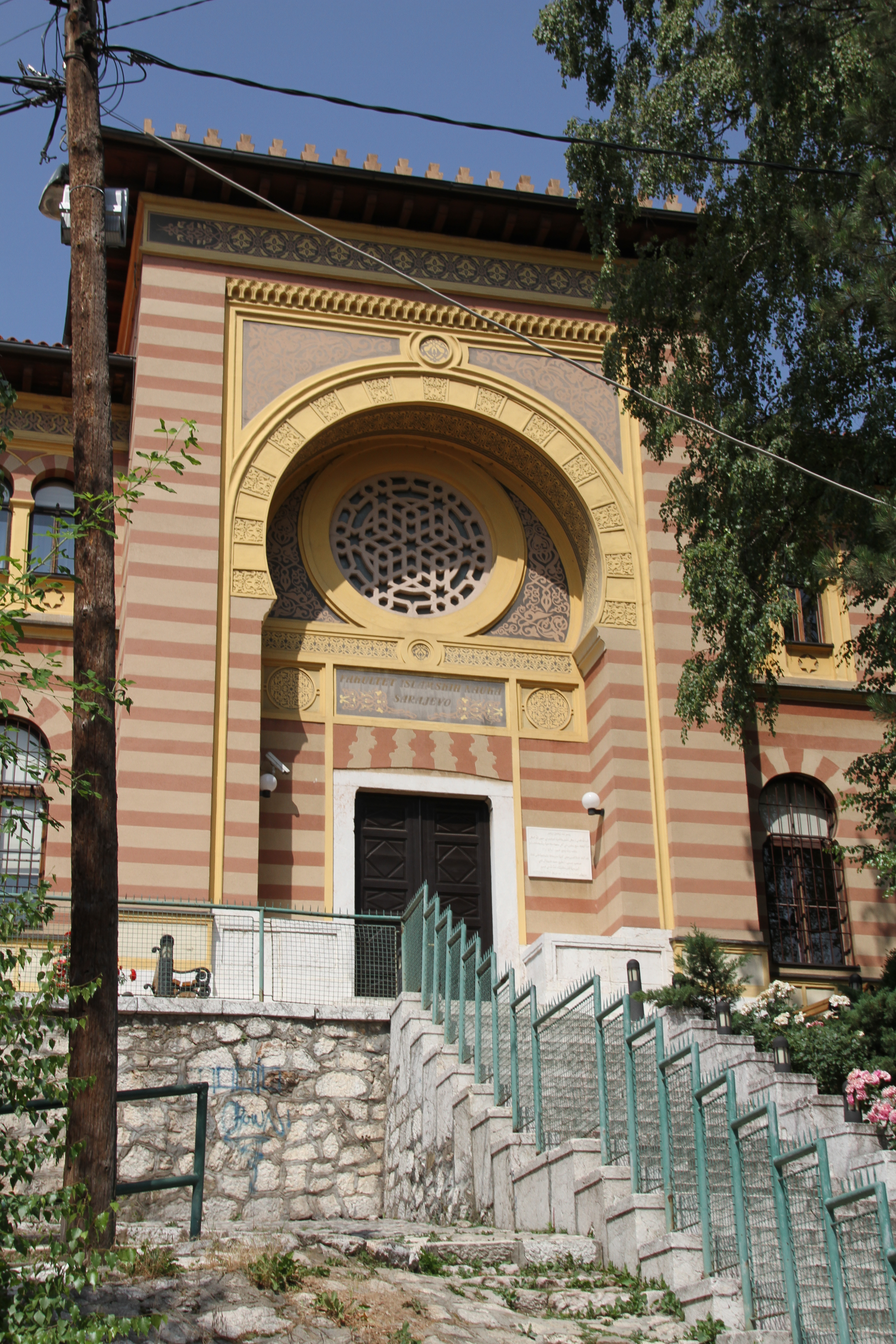
Šarí‘atská soudní škola, postavená roku 1887 architektem Karlem Paříkem, dnes Fakulta islámských věd

Šarí‘atská soudní/soudcovská škola (bosensky Šeri(j)atska sudačka škola, turecky Mekteb-i Nüvvâb) v Sarajevu byla mezi lety 1887 a 1937 islámská teologická škola a svého času nejvyšší islámské učiliště v Bosně a Hercegovině.

## Historie
Šarí‘atská soudní škola byla zřízena na základě rozhodnutí císaře Františka Josefa I. roku 1881. Neshody ohledně podoby školy nakonec oddálily její otevření o šest let. První studenti do pětileté školy nastoupili až roku 1887. Podmínkou přijetí byl věk mezi 20 a 30 lety, fyzická zdatnost a absolvování čtyř ročníků ruždie, islámské reformované základní školy, nebo nižšího gymnázia a k tomu nejméně dvou ročníků medresy. Do roku 1937, kdy byla škola rozpuštěna, ji úspěšně dokončilo 370 muslimských mladíků, z nichž 223 se uplatnilo v oblasti šarí‘atského práva a soudnictví. První ročník nebyl otevřen ve školním roce 1905/06, 1918/19, 1926/27, 1927/28, 1933/34, 1934/35, 1935/36 a 1936/37, což se o šest let později projevilo chybějícími absolventy.
V letech 1887–1888 byla pro školu postavena účelová budova, kterou vyprojektoval český architekt Karel Pařík. Samotnou stavbu budovy v pseudomaurském stylu vedl Hans Niemeczek.
Financování vzdělávacího ústavu zajišťovala Zemská vláda Bosny a Hercegoviny a od roku 1918 nový jihoslovanský stát, který rovněž založil a materiálně vydržoval Šarí‘atské gymnázium (Šerijatska gimnazija, 1918–1945) v Sarajevu, v jistém ohledu předstupeň soudní školy. Činnost Šarí‘atské soudní školy tak byla s ohledem na zdroj financování a personální obsazení pod přísným dohledem státu – rakousko-uherského i jihoslovanského –, který posléze dosazoval vhodné kandidáty do významných soudních a úředních postů. Absolventům školy Zemská vláda v Sarajevu roku 1892 dovolila pokračovat ve studiu na Právnické fakultě v Záhřebu (tato možnost byla zrušena 1925 a pak znovu obnovena 1938).
| Rok  | 1892 | 1893 | 1894 | 1895 | 1896 | 1897 | 1898 | 1899 | 1900 | 1901 | 1902 | 1903 |
| ---- | ---- | ---- | ---- | ---- | ---- | ---- | ---- | ---- | ---- | ---- | ---- | ---- |
| Žáků | 9    | 10   | 8    | 8    | 8    | 6    | 6    | 7    | 10   | 11   | 8    | 9    |
| Rok  | 1904 | 1905 | 1906 | 1907 | 1908 | 1909 | 1910 | 1911 | 1912 | 1913 | 1914 | 1915 |
| Žáků | 8    | 14   | 7    | 11   | 4    | 3    | 9    | 5    | 0    | 12   | 11   | 7    |
| Rok  | 1916 | 1917 | 1918 | 1919 | 1920 | 1921 | 1922 | 1923 | 1924 | 1925 | 1926 | 1927 |
| Žáků | 11   | 7    | 10   | 5    | 10   | 5    | 10   | 10   | 15   | 8    | 6    | 5    |
| Rok  | 1928 | 1929 | 1930 | 1931 | 1932 | 1933 | 1934 | 1935 | 1936 | 1937 |      |      |
| Žáků | 9    | 0    | 14   | 0    | 0    | 16   | 13   | 10   | 10   | 5    |      |      |

Ministerstvo školství Království Jugoslávie již roku 1935 rozhodlo o zřízení vyšší islámské školy na úrovni fakulty v Sarajevu, resp. o postupné transformaci stávající soudní školy, o což dříve usilovali sami její pedagogové i představitelé Islámského společenství. Nové školské zařízení bylo otevřeno téhož roku (samostatná výuka formálně začala o dva roky později) jako čtyřletá Vyšší islámská šarí‘atsko-teologická škola (Viša islamska šerijatsko-teološka škola, VIŠT).
Vedle toho byla roku 1926 na Právnické fakultě Univerzity v Bělehradě založena Katedra šarí‘atského práva (Katedra za šerijatsko pravo), kterou od roku 1931 vedl dr. Mehmed Begović, první doktor islámského práva v Jugoslávii, a Katedra orientální filologie (Seminar za orijentalnu filologiju) na Filozofické fakultě pod vedením dr. Fehima Bajraktareviće. Roku 1940 přibyla Katedra šarí‘atského práva na Univerzitě v Záhřebu (od 1938 pokusy o její ustavení, úspěch až po zřízení Chorvatské bánoviny), kterou do jejího uzavření roku 1941 vedl dr. Mehmed Alajbegović, během války aktivní kolaborant ustašovského režimu.
Roku 1977 pak byla na podnět Islámského společenství v Sarajevu otevřena Islámská teologická fakulta (Islamski teološki fakultet u Sarajevu), roku 1992 přejmenovaná na Fakultu islámských věd (Fakultet islamskih nauka, FIN). FIN se roku 2004 stal přidruženou, nato roku 2016 řádnou součástí Univerzity v Sarajevu.

## Ředitelé Šarí‘atské soudní školy
Na chod vzdělávacího zařízení formálně dohlížel reisu-l-ulema Islámského společenství v Bosně a Hercegovině. Funkcí ředitele byli pověření:
- 1887–1893 Mehmed Teufik-efendija Azabagić (1838–1918)
- 1893–1901 Sulejman-efendija Šarac (1850–1927), od 1887 učitel – formálně zůstal i nadále
- 1901–1905 vrchní šarí‘atský soudce Hasan-efendija Hadžiefendić (?–1925)
- 1905–1912 Hasan-efendija Spaho (1841–1915)
- 1912–1914 Osman Nuri Hadžić (1869–1937)
- 1914–1923 Muhammed Emin-efendija Dizdar (1882–1939)
- 1923–1924 Ibrahim-efendija Sarić (1882–1939)
- 1924–1924 Muhammed Emin-efendija Dizdar (1882–1939), po 35 dnech penzionován
- 1924–1927 Ibrahim-efendija Sarić (1882–1939)
- 1927–1929 pověřen výkonem funkce ředitele Ibrahim Sirri-efendija Zafranija (1869–1834), učitel ve škole 1906–1929
- 1929–1937 pověřen výkonem funkce ředitele dr. Šaćir-efendija Sikirić (1893–1966), na postu až do uzavření školy

## Absolventi[4]
- 1892: 9 – Ibrahim Džanhodžić (Gradačac), Abdullah Hafizović (Rogatica), Jusuf Midžić (Bihać), Hifzi Muftić (Žepče), Alija Prohić (Gračanica), Nazif Svrzo (Sarajevo), Mustafa Šteta/Šćeta (Rogatica), Sadik Ugljen (Mostar), Omer Zukanović (Ključ)
- 1893: 10 – Šaćir Begić (Srebrenica), Abdullah Doadžić (Pale, Sarajevo), Asim Dogledović (Žepče), Osman Hadžić (Mostar), Alija Kadić (Kulen Vakuf), Muhamed Kresić (Stolac), Hašim Mahić (Ljubuški), Sulejman Smailbegović (Tešanj), Seid Softić (Bosanska Gradiška), Ibrahim Šehić (Bosanski Petrovac)
- 1894: 8 – Smail Bukvica (Rogatica), Husein/Husejn Ćehajić (Bihać), Muhamed Čomara (Sarajevo), Hilmi Hatibović (Jezero), Ibrahim Kadić (Visoko), Mehmed Prešljo (Sarajevo), Alija Rezaković (Fojnica), Ahmed Šćeta (Rogatica)
- 1895: 8 – Smail Hadžić (Konjic), Ragib Kosović (Nevesinje), Muhamed Krehić (Ljubuški), Zulfikar Mehmedbašić (Stolac), Hilmija Muftić (Žepče), Abdullah Mulaibrahimović (Brčko), Fehim Spaho (Sarajevo), Omer Suša (Visoko)
- 1896: 8 – Rasim Čohadžić (Fojnica), Salih Hadži Egrić (Brezovo Polje, Brčko), Abdullah Bušatlić (Vlasenica), Alija Ćerimović (Ljubuški), Ibrahim Lemeš (Bosanski Petrovac), Muhamed Hifzi Muftić (Banja Luka), Hakija Pitić (Stolac), Ibrahim Redžić (?)
- 1897: 6 – Salih Ahić (Visoko), Ibrahim Čokić (Tuzla), Salih Demirović (Kulen Vakuf), Alija Dizdarević (Vitina), Hilmija Kapetanović (Vitina), Mustafa Kapetanović (Vitina)
- 1898: 6 – Mustafa Bukvica (Rogatica), Mehmed Ćesović (Visoko), Abdullah Kurbegović (Prijedor), Salim Muftić (Sarajevo), Mustafa Mujezinović (Ljubuški), Mustafa Skopljak (Sarajevo)
- 1899: 7 – Mustafa Čokić (Tuzla), Hasan Kadić (Gračanica), Salih Kurahović (Prozor), Jusuf Resulbegović (Trebinje), Abdulfetah Sadiković (Ljubuški), Sadik Sadiković (Brčko), Sulejman Teparić (Sarajevo)
- 1900: 10 – Mustafa Alić (Žepče), Bećir Fejzagić (Tuzla), Sadik Hadžiomerović (Orašje), Ahmed Mehmedbašić (Mostar), Osman Mehmedbašić (Stolac), Muhamed Mujagić (Sarajevo), Hamid Mulamehmedović (Brčko), Zaim Muminagić (Ljubuški), Muhamed Mušić (Ljubuški), Halid Svrzo (Sarajevo)
- 1901: 11 – Mahmud Bahtijarević (?), Muhamed Behlilović (Mostar), Smail Dadić (Mostar), Ibrahim Hadžić (Visoko), Galib Hafizović (Rogatica), Halim Kadić (Sarajevo), Ismet Kapetanović (Vitina), Bešir Mašić (Sarajevo), Abdulkadir Muftić (Gradačac), Salih Udovičić (Mostar), Salih Žiga
- 1902: 8 – Mustafa Berbić (Tuzla), Muhamed Dizdar (Mostar), Ešref Imamović (Sarajevo), Mehmed Kurt (Mostar), Rasim Rezaković (Fojnica), Ismet Mahmudćehajić Stočanin (Sarajevo), Mehmed Salihbegović (Kopčići, Prozor), Abid Učambarlić (Prusac, Bugojno)
- 1903: 9 – Galib Ćenanović (Tuzla), Ahmed Čokić (Tuzla), Alija Drljević (Bileća), Ramadan Durić (Foča), Husein/Husejn Joldić (Bijeljina), Alija Sadiković (Ljubuški), Ahmed Šerić (Bosanska Dubica), Esad Uzejragić (Sarajevo), Osman Vilović (Tuzla)
- 1904: 8 – Hasan Beširević (Ljubuški), Asim Brajić (Travnik), Hilmija Čaršimamović (Zenica), Alija Dubravić (Tuzla), Smail Jusufhodžić (Bihać), Hazim Muftić (Derventa), Ahmed Rašidkadić (Foča), Mustafa Redžić (Bihać)
- 1905: 14 – Salih Atiković (Tuzla), Mustafa Halilović (Odžak), Mustafa Islamović (Sarajevo), Ševkija Karabdić (Sarajevo), Sakib Korkut (Travnik), Sulejman Malkić (Bihać), Salih Muftić (Foča), Ćamil Mujagić (Sarajevo), Rašid Rašidagić (Sarajevo), Hajdar Rustanpašić (Bugojno), Kasim Sadiković (Ljubuški), Smail Serdarević (Zenica), Muhamed Tančica (Ljubuški), Salih Vatrenjak (Sarajevo)
- 1906: 7 – Muhamed Bašagić (Sarajevo), Jahja Delić (Bihać), Mulo Hadžalić (Bugojno), Inver Imamović (Sarajevo), Muhamed Maglajlić (Banja Luka), Derviš Muhedinović (Banja Luka), Asim Zaimović (Jajce)
- 1907: 11 – Ahmed Buturović (Seonica), Ismet Ćurčić (Sarajevo), Hasan Hadžihalilović (Višegrad), Asim Mehmedagić (Visoko), Mehmed Mulalić (Doboj), Osman Kulenović (Kulen Vakuf), Muhamed Muminagić (Ljubuški), Mehmed Pašalić (Zenica), Ibrahim Sarić (Sarajevo), Muhamed Samjić (Tešanj), Jusuf Terzimehić (Maglaj)
- 1908: 4 – Mustafa Ibrulj (Ljubuški), Ahmed Mujezinović (Ljubuški), Ahmed Šehić (Bosanski Petrovac), Muhamed Tufo (Sarajevo)
- 1909: 3 – Agan Mešanović (Modriča), Arif Muftić (Konjic), Osman Viteškić (Gornji Butmir, Sarajevo)
- 1910: 9 – Ibrahim Čadordžić (Sarajevo), Asim Džino (Sarajevo), Adil Galijašević (Tešanj), Derviš Hatibović (Jezero), Mehmed Jakić (Bosanska Dubica), Salih Muftić (Foča), Sulejman Mujagić (Tešanj), Rašid Tvrtković (Višegrad), Abdulah Zečević (Visoko)
- 1911: 5 – Derviš Buturović (Seonica, Konjic), Husejn Kadić (Vlasenica), Mehmed Kapetanović (Jajce), Husejn/Husein Mašić (Sarajevo), Fehim Osmanefendić (Žepče)
- 1913: 12 – Sinan Branković (Kovanj, Rogatica), Smail Durić (Foča), Salih Đozić (Srebrenica), Salih Hadžibegić (Sarajevo), Abdulah Hadži (Košutice, Rogatica), Alija Hodžić (Šatorovići, Rogatica), Derviš Korkut (Nevesinje), Ismet Muftić (Žepče), Osman Redžović (Čajniče), Mehmed Semiz (Sarajevo), Osman Sikirić (Fojnica), Nasihudin Repovac (Sarajevo)
- 1914: 11 – Ejub Ademović (Sarajevo), Šaćir Agošević (Sarajevo), Ibrahim Gojačić (Kladanj), Hasib Hadžić (Gračanica), Hazim Hadžić (Gračanica), Mehmed Hadžiomerović (Vlasenica), Hilmija Numić (Prozor), Muhamed Semiz (Sarajevo), Smail Serdarević (Ljubinje), Fehim Škaljić (Sarajevo), Ahmed Zahirović (Odžak, Bugojno)
- 1915: 7 – Hamdija Berberović (Sarajevo), Alija Dautbegović (Prozor), Alija Pašić (Odžak, Nevesinje), Šaćir Sikirić (Oglavak, Fojnica), Bećir Pašalić (Foča), Muharem Kulenović (Bosanska Krupa), Ešref Zildžić (Sarajevo)
- 1916: 11 – Osman Ahmić (Podhum, Konjic), Ismet Ajanović (Rogatica), Hamdija Buturović (Seonica, Konjic), Osman Beganović Džeferagić (Ključ), Šefkija Kadić (Vlasenica), Muharem Krainić (Maglaj), Abdulah Lasić (Sanski Most), Džafer Mehmedagić (Doboj), Zekerija Mulahalilović (Rahić), Abdulah Serdarević (Zenica), Husnija Skokić (Janja)
- 1917: 7 – Redžep Hajrović (Nevesinje), Alija Harambašić (Ključ), Sulejman Haznadarević (Nevesinje), Mustafa Mustajbegović (Busovača), Muhamed Pašić (Pašić Kula, Rogatica), Ćamil Salkić (Tarevci, Gradačac), Hasan Tataragić (Foča)
- 1918: 10 – Sulejman Kulenović (Sarajevo), Hasan Ćorabdić (Janja), Zuhdija Gavranović (Gornji Vakuf), Izet Hamidović (Prusac, Bugojno), Orhan Huremović (Janja), Mehmed Husić (Tuzla), Hilmija Muftić (Sarajevo), Omer Muftić (Mostar), Hajrudin Mulaosmanović (Jezero), Mustafa Zuhrić (Kotor Varoš)
- 1919: 5 – Abdulah Velić (Rakitnica, Sarajevo), Osman Forta (Gračanica, Čajniče), Abdulah Gavranović (Gornji Vakuf), Ibrahim Mehinagić (Gračanica), Abdulah Gruhonjić (Janja)
- 1920: 10 – Ahmed Mulalić (Tešanj), Muhamed Ajanović (Rogatica), Hilmija Herenda (Vranić, Foča), Mehmed Ibišević (Dubovik, Višegrad), Ibrahim Imširović (Seona, Tuzla), Osman Omerhodžić (Potkraj, Visoko), Muhamed Pandža (Sarajevo), Ahmed Pašić (Rogatica), Edhem Abdurahmanović (Koraj), Azem Huremović (Janja
- 1921: 5 – Sejid/Seid Alija Bajraktarević (Špionica, Gradačac), Nedžib Fazlagić (Miletkovići, Čajniče), Mehmed Hajrović (Nevesinje), Hamid Hadžibegić (Sarajevo), Našid Teskeredžić (Travnik)
- 1922: 10 – Mustafa Sadiković (Janja), Nurudin Begić (Koraj), Muhamed Hadžihalilović (Sarajevo), Kadrija Hajdarović (Gornja Tuzla), Ćamil Kamarić (Gračanica), Abdulah Muhasilović (Sarajevo), Munib Muidović (Sarajevo), Ibrahim Riđanović (Mostar), Behaija Salihagić (Fojnica), Emin Tirić (Rahić, Brčko)
- 1923: 10 – Seid Buljina (Fojnica), Hamza Ćemalović (Buna, Mostar), Džemal Katana (Pljevlja), Asim Muftić (Sarajevo), Hasib Mujić (Babino, Zenica), Muhamed Mulalić (Tešanj), Muhamed Pašić (Miletkovići, Čajniče), Kasim Turković (Sarajevo), Sakib Uzunović (Zenica), Abdulah Vehabović (Bosanska Dubica)
- 1924: 15 – Ali Aganović (Sarajevo), Alija Beganović (Pećigrad, Cazin), Muhamed Gačo (Bosanski Novi), Mustafa Gljiva (Čiflik-Crna Rijeka, Sarajevo), Šaban Hodžić (Bokovići, Tuzla), Lutfija Hujdur (Šćipe, Prozor), Omer Mušić (Sarajevo), Muhamed Tajib Okić (Gračanica), Ahmed Selimović (Foča), Salih Serdarević (Zenica), Mustafa Varešanović (Sarajevo), Sabrija Čaršimamović (Zenica), Mustafa Čučak (Sarajevo), Ahmed Šolbat (Sarajevo), Mustafa Džindo (Knežina, Vlasenica)
- 1925: 8 – Alija Dervišahmetović (Fojnica), Salih Dlakić (Mokronog, Visoko?), Fehim Handžić (Sarajevo), Muhamed Kemura (Sarajevo), Besim Korkut (Travnik), Mahmud Mahmutćehajić (Stolac), Sidik Čaršimamović (Zenica), Abdulah Škaljić (Rogatica)
- 1926: 6 – Sulejman Abdagić (Sjenica), Muharem Bajraktarević (Klašnik, Višegrad), Sinan Jahić (Vršani, Tuzla), Vejsil Kadić (Rakitnica, Sarajevo), Muhamed Kundalić (Zenica), Mehmed Udovčić (Mostar)
- 1927: 5 – Abdulah Azabagić (Tuzla), Hamdija Azabagić (Tuzla), Asif Mujaković (Gornja Tuzla), Bešir Pintul (Svinarina/Podveležje, Mostar), Fuad Zukić (Vitez, Travnik)
- 1928: 9 – Kasim Dobrača (Vragolovi, Rogatica), Ahmed Kasumović (Poljice, Tuzla), Emin Omerkić (Poljice, Tuzla), Zaim Preljević (Komarin?, Priboj), Aziz Savran (Grabovik, Čajniče), Ahmed Smajlović (Kovačići, Visoko?), Asim Zgodić (Grabovik, Čajniče), Ismet Uzunović (Zenica), Mustafa Ševa (Mostar)
- 1930: 14 – Halil Baković (Kute, Bugojno?), Mustafa Babić (Bale, Konjic), Abdurahman Pašić (Tuzla), Ibrahim Šehović (Prijepolje), Subhija Mejlić (Visoko), Hasan Imamović (Turija, Tuzla), Sulejman Kemura (Sarajevo), Asim Kovačević (Glamoč), Sabrija Zaimović (BIjele Vode, Visoko), Ahmed Žabić (Poljice, Tuzla), Zahid Zaimović (Bijele Vode, Visoko), Mustafa Šestić (Zenica), Mustafa Abdurahmanović (Koraj), Osman Herceglija (Mokronog, Visoko?)
- 1933: 16 – Mustafa Abdukić (Župča, Visoko), Ćamil Bešlagić (Gračanica, Visoko), Nedžib Ćivić (Vukovije, Tuzla), Seid Dobrača (Vragolovi, Rogatica), Mustafa Husejnović (Gračanica, Visoko), Ishak Imamović (Rahić, Brčko), Bećir Jahić (Vršani, Tuzla), Ragib Muftić (Derventa), Redžep Muminhodžić (Poljice, Tuzla), Ibrahim Mehmedović (Dubošnica, Tuzla), Edhem Pašalić (Donji Lučani, Zenica), Alija Silajdžić (Podgora, Visoko), Osman Hasanović (Teočak), Nezir Demirović (Košutica, Rogatica), Muhjidin Hamidović (Atmačići, BIjeljina), Husejn/Husein Đozić (Bare, Foča)
- 1934: 13 – Jusuf Čabaravdić (Visoko), Salim Devedžić (Derventa), Asim Lepić (Gračanica, Visoko), Mehmed Maslić (Janja), Ibrahim Mujakić (Pcigrad, Cazin), Nazif Neimarlija (Radovlje, Visoko), Mehmed Osmanović (Puračić, Tuzla), Salih Rašidović (Osječani, Rogatica), Nurija Sinanović (Miljanovci, Zvornik), Idris Šahmanović (Plav), Ibrahim Šalaka (Jeleč, Foča), Ahmed Šiljić (Doboj), Pašan Kehonjić (Lukavac, Tuzla)
- 1935: 10 – Omer Ahmić (Rahić, Brčko), Sulejman Alibegović (Kljake?, Travnik), Hajdar Durmić (Janjići, Zenica), Hajrudin Hadžiselimović (Kotor Varoš), Alija Karamustafić (Striježevo, Visoko), Abdurahman Mehmedović (Mionica, Gradačac), Sinan Sokolović (Priboj), Munir Tarabar (Derventa), Kasim Terzić (Bandol, Travnik), Munib Hafizović (Srebrenica)
- 1936: 10 – Osman Merhemić (Sarajevo), Hasib Alibegović Binbašić (Radovlje, Visoko), Mustafa Bašić (Bijelo Polje, Mostar), Mustafa Ćesa (Porječani, Visoko), Atif Hamza (Rakova Noga, Sarajevo), Muharem Hodžić (Pazarić, Sarajevo), Hilmija Kaknjo (Putovići, Zenica), Husejn/Husein Merhemić (Sarajevo), Muharem Leko (Karaula, Travnik), Abdulah Polimac (Polimlje, Višegrad)
- 1937: 5 – Behaudin Đozić (Srebrenica), Haris Korkut (Zvornik), Alija Kusturica (Plana, Bileća), Ahmed Mešić (Lipnica, Tuzla), Mustafa Jarović (Rogatica)